# Armand Mouyal
Armand Mouyal   (Orà, 16 d'octubre de 1925 - Bures-sur-Yvette, 15 de juliol de 1988) és un tirador d'esgrima francès, ja retirat, especialista en espasa, que va competir durant les dècades de 1950 i 1960.
El 1952 va prendre part en els Jocs Olímpics d'Estiu de Hèlsinki, on quedà eliminat en sèries en les proves d'espasa per equips i espasa individual del programa d'esgrima. Quatre anys més tard, als Jocs de Melbourne, va guanyar la medalla de bronze en la prova del espasa per equips, mentre en la d'espasa individual quedà eliminat en sèries. El 1960, a Roma, disputà els seus tercers i darrers Jocs Olímpics. Fou setè en la prova d'espasa individual i novè en la d'espasa per equips.
En el seu palmarès també destaquen vuit medalles al Campionat del Món d'esgrima, dues d'or, quatre de plata i dues de bronze, entre les edicions de 1951 i 1963, així com dues medalles als Jocs del Mediterrani, de plata el 1951 i d'or el 1955.